# Lysiteles bicuspidatus
Lysiteles bicuspidatus es una especie de araña cangrejo del género Lysiteles, familia Thomisidae, orden Araneae.

## Distribución
Esta especie se encuentra en China.

## Taxonomía
Fue descrita científicamente por Yu, Li & Jin en 2017.
Tratamiento taxonómico
La especie aparece registrada y publicada en Description of a new species of Lysiteles Simon from Guizhou Province, China (Araneae: Thomisidae). Turkish Journal of Zoology 41(6): 1076–1082.